# Nicole Rajičová
Nicole Rajičová (nacida el 13 de agosto de 1995) es una patinadora artística sobre hielo eslovaca, nacida en Estados Unidos. Tres veces campeona nacional de Eslovaquia con 5 medallas en competiciones internacionales, compitió en el segmento final de los Juegos Olímpicos de invierno de 2014.

## Vida personal
Nacida en agosto de 1995 en Nueva York, también se la conoce como Nicole Rajic. Sus padres llegaron a Estados Unidos desde Eslovaquia.

## Carrera

### Primeros pasos

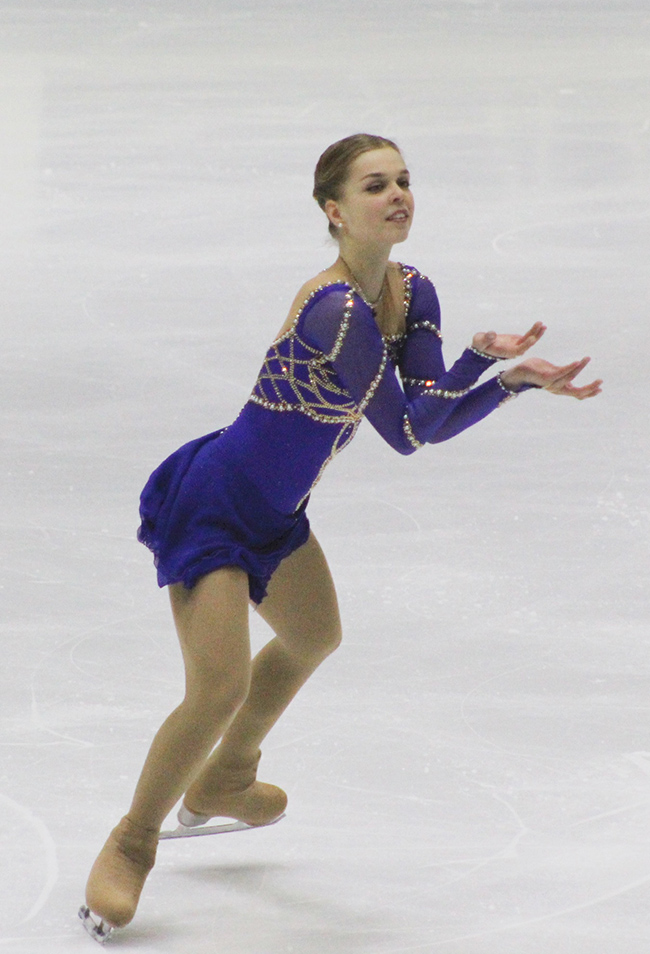
Rajicova en 2015.

Comenzó a patinar a la edad de 5 años, tomó lecciones en Long Island. Sus primeras participaciones fueron eventos locales.

### Trayectoria
Hizo su debut internacional para Eslovaquia en diciembre de 2011 en el evento Golden Spin de Zagreb. Participó en el Grand Prix Júnior en 2012 y se convirtió en la campeona nacional de Eslovaquia en 2013. Compitió en 2 eventos de Grand Prix Júnior en septiembre de 2013, donde quedó en octavo lugar. Su debut como sénior fue en el Campeonato Europeo de patinaje de 2014, finalizó en el lugar 17. Participó en los Juegos Olímpicos de Sochi, en Rusia.
No calificó a la ronda del programa libre del Campeonato del Mundo de 2014 por su baja calificación en el programa corto. En la temporada 2014-2015 compitió en el evento ISU Challenger Series, donde finalizó en sexto lugar. Ganó la medalla de bronce en el evento CS Golden Spin de Zagreb de 2014. Finalizó en el lugar 11 del Campeonato de Europa de 2015 en Estocolmo, además compitió en el Campeonato mundial júnior de 2015, donde terminó en el lugar 11. Quedó en el séptimo lugar del Trofeo Ondrej Nepela de 2015. Hizo su debut de Grand Prix en el Skate América y en la Copa de China, ambos eventos de 2015.

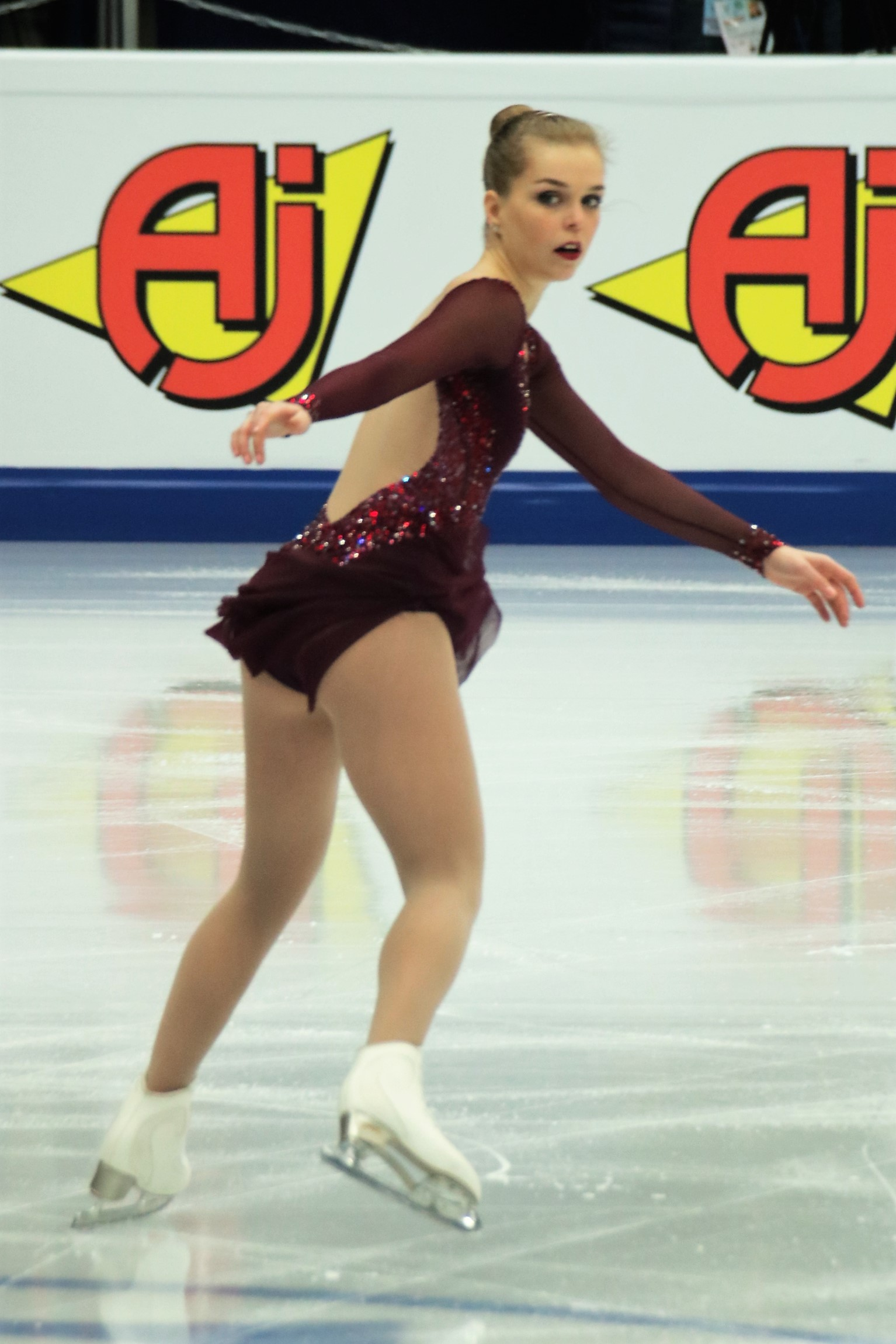
Rajičová en el Campeonato de Europa de 2018.

### Programas
|           | Programa corto                       | Programa libre                        | Exhibición |
| --------- | ------------------------------------ | ------------------------------------- | ---------- |
| 2017-2018 | Une page d'amour de Nathalia Mansner | Rain In Your Black Eyes de Ezio Bosso |            |
| 2016-2017 | Love Story de Francis Lai            | Rain In Your Black Eyes de Ezio Bosso |            |
| 2015-2016 | Feeling Good de Jennifer Hudson      | Doctor Zhivago de Maurice Jarre       |            |
| 2014-2015 | Romeo y Julieta de Nino Rota         | Anna Karenina de Dario Marianelli     |            |

### Detalle resultados
| Internacional                               | Internacional | Internacional | Internacional | Internacional | Internacional | Internacional | Internacional |
| Evento                                      | 11–12         | 12–13         | 13–14         | 14–15         | 15–16         | 16–17         | 17–18         |
| ------------------------------------------- | ------------- | ------------- | ------------- | ------------- | ------------- | ------------- | ------------- |
| Juegos Olímpicos                            |               |               | 24º           |               |               |               |               |
| Campeonato del Mundo                        |               |               | 25º           | 15º           | 13º           | 17º           |               |
| Campeonato Europeo                          |               |               | 17º           | 11º           | 12º           | 6º            | 6º            |
| GP Copa de China                            |               |               |               |               | 7º            |               |               |
| GP Trofeo NHK                               |               |               |               |               |               | 11º           | 10º           |
| GP Copa Rostelecom                          |               |               |               |               |               | 7º            |               |
| GP Skate America                            |               |               |               |               | 7º            |               | 9º            |
| CS Golden Spin de Zagreb                    |               |               |               | 3º            |               |               |               |
| CS Ice Challenge                            |               |               |               | 6º            |               |               |               |
| CS Trofeo Lombardia                         |               |               |               |               |               | WD            |               |
| CS Trofeo Nepela                            |               |               |               |               | 9º            | 5º            | 7º            |
| CS Copa de Varsovia                         |               |               |               |               | 5º            |               |               |
| Abierto de Baviera                          |               | 3º            |               |               |               |               |               |
| Golden Spin de Zagreb                       | 12th          |               |               |               |               |               |               |
| Ice Challenge                               |               | 7th           | 3º            |               |               |               |               |
| Copa de Merano                              |               | 2º            |               |               |               |               |               |
| Trofeo Nepela                               |               | 19º           | 6º            |               |               |               |               |
| Copa de Año Nuevo                           |               | 7º            |               |               |               |               |               |
| Trofeo NRW                                  |               |               | 3º            |               |               |               |               |
| Internacional júnior                        |               |               |               |               |               |               |               |
| Campeonato del Mundo Júnior                 |               | 30.º          |               | 11º           |               |               |               |
| JGP ISU Júnior Grand Prix                   |               |               |               | 4º            |               |               |               |
| JGP ISU Júnior Grand Prix en Polonia        |               |               | 15º           |               |               |               |               |
| JGP ISU Júnior Grand Prix en Eslovaquia     |               |               | 8º            |               |               |               |               |
| JGP ISU Júnior Grand Prix en Eslovenia      |               | 15º           |               | 4º            |               |               |               |
| JGP ISU Júnior Grand Prix en Estados Unidos |               | 13º           |               |               |               |               |               |
| Nacional                                    |               |               |               |               |               |               |               |
| Campeonato Eslovaco de patinaje artístico   | 2nd           | 1st           | 4º            | 1º            | 1º            |               |               |
| TBD = asignada; WD = abandonó               |               |               |               |               |               |               |               |